# Thoracostrongylus birmanus
Thoracostrongylus birmanus (лат.) — вид жуков-стафилинид из подсемейства Staphylininae (Staphylinini).

## Описание
Мелкие жуки с удлинённым телом, внешне напоминающие жуков рода Ontholestes. Длина тела у самцов 6,8—9,1 мм, у самок 7,5—10,8 мм. Вид может быть легко распознан по сочетанию следующих признаков: стерниты брюшка с более длинным и густым опушением, стернит VIII у самцов с глубокой медиобазальной выемкой, а стернит VII у самцов слегка выемчатый медиобазально.

## Распространение
Представители вида встречаются в Юго-Восточной и Восточной Азии: Индия, Китай, Мьянма.

## Таксономия
Таксон Thoracostrongylus birmanus был впервые описан в 1895 году под названием Leistotrophus birmanus Fauvel, 1895 в составе рода Leistotrophus